# Канадски долар
Вижте пояснителната страница за други значения на долар.
Канадският долар (на френски: dollar canadien, на английски: Canadian dollar) е паричната единица на Канада. Въведен е през 1858 г. Един канадски долар се равнява на 100 цента. През 2007 г. канадският долар се класира на 7-о място сред световните валути, които най-активно се търгуват на валутния пазар. Щатската икономика и щатският долар, в по-малка степен японската йена, китайският юан и еврото, оказват значително влияние върху колебанията в канадския долар. Символът за валутата е C$, а международното съкращение е CAD.

## История
Първата валута, използвана в Канада, са така наречените испански долари – реали, издадени за испанските колонии. През 1841 г. британската провинция Канада въвежда собствен долар на цена, равна на щатския долар и състояща се от пет шилинга. Официално канадският долар заменя канадската лира през 1858 година. Преди това в Канада, поради липса на собствени парични средства, е използвана доста сложна система за котировки и са били използвани британски, щатски и мексикански монети, както и книжни банкноти и медни жетони, емитирани от канадски банки.

## Банкноти
Първите хартиени пари в Канада, деноминирани в долари (тогава все още щатски, тъй като Канада официално няма валута), са банкноти от британската армия, емитирани между 1813 и 1815 година. Банкнотите, деноминирани в канадски долари, по-късно са емитирани от сертифицирани банки, започвайки от 1830-те, от някои колониални администрации, а по-късно и от Конфедерацията на Канада, започвайки от 1870 г. Някои общини също издават собствени банкнотите. През 1935 г. е основана Банката на Канада. Тя поема федералната емисия на канадските пари и започва да издава банкноти от 1, 2, 5, 10, 20, 25, 50, 100, 500 и 1000 долара. През 1944 г. на оторизирани банки е забранено да издават свои пари. Правото на емисия остава на Кралската банка на Канада и Банка на Монреал.
Понастоящем всички канадски банкноти се отпечатват от Канадската компания за банкноти и „BA International Inc“ съгласно договор с канадската банка. Всички банкноти на канадската банка, издадени от 1935 г., са законно платежно средство, но банкнотите от някои деноминации практически не се използват в обращение. Така банкнотите от 1 и 2 долара не се издават съответно от 1989 и 1996 г. и се заменят с монети в обращение. Банкнотите от 25 и 500 долара не са издавани от 1935 г., а банкнотата от 1000 долара – от 2000 г. След публикуването на бюджета за 2018 г. става известно за намерението на Банката на Канада да изтегли от обращение банкнотите от 1000 долара, както и практически неизползваните банкноти от 1, 2, 25 и 500 долара. Срокът за изтегляне на тези банкноти все още не е обявен, но се предполага, че ще бъде доста дълъг.

## Монети
Монетите се секат от съоръженията на Кралския канадски монетен двор във Уинипег, Манитоба и Отава, в купюри 5, 10, 25 и 50 цента. Последната монета от 1 пени, сечена в Канада, е изтеглена от обращение на 4 май 2012 г. и разпространението на пенито е прекратено. Оттогава цената за парична трансакция се закръгля до най-близките пет цента. Пенито продължава да бъде законно платежно средство, въпреки че се приема само като плащане и не се връщат като ресто.